# Курган (Калининградская область)
Курган — посёлок в Гвардейском городском округе Калининградской области. До 2014 года входил в состав Славинского сельского поселения.

## История
Впервые Кукстерн упоминается в документах в 1362 году, в 1910 году в населенном пункте проживало 49 человек.
В 1946 году Кукстерн был переименован в посёлок Курган.

## Население
| 2002 | 2010 |
| ---- | ---- |
| 18   | ↘11  |

В 1910 году население составляло 49 жителей.